# Kate DeAraugo
Katherine "Kate" Jenna DeAraugo född 5 november 1985, är en australisk sångerska som vann Australian Idol 2005. 2006 blev DeAraugo medlem i popgruppen Young Divas tillsammans med två andra före detta Australian Idol-deltagare. Gruppen har sedan dess hunnit släppa ett antal album.

## Diskografi (solo)

### Album
- A Place I've Never Been (2005)

### Singlar
- "Maybe Tonight" (2005)
- "Faded" (2006)
- "Victim" (2006)
- "This Time I Know It's For Real" (2006)